# Dion (Griekenland)
Dion (Grieks: Δίο) is een deelgemeente (dimotiki enotita) van de gemeente (dimos) Dion-Olympos, in de Griekse bestuurlijke regio (periferia) Centraal-Macedonië. De plaats telt 11.252 inwoners.
Even buiten de stad (ten noordoosten) ligt een grote archeologische site, die resten bevat van een ommuurde stad uit de 5e tot 3e eeuw v.Chr. Binnen die muren zijn de resten blootgelegd van een groot badhuis-verpozingscentrum, twee kerken, twee paleizen van hoogwaardigheidsbekleders, een marktgebouw en een begraafplaats. Buiten de muren bevinden zich nog verscheidene tempels, een stadion en twee amphitheaters. In de moderne stad is een museum waar alle opgegraven kostbaarheden zijn tentoongesteld.

## Galerij

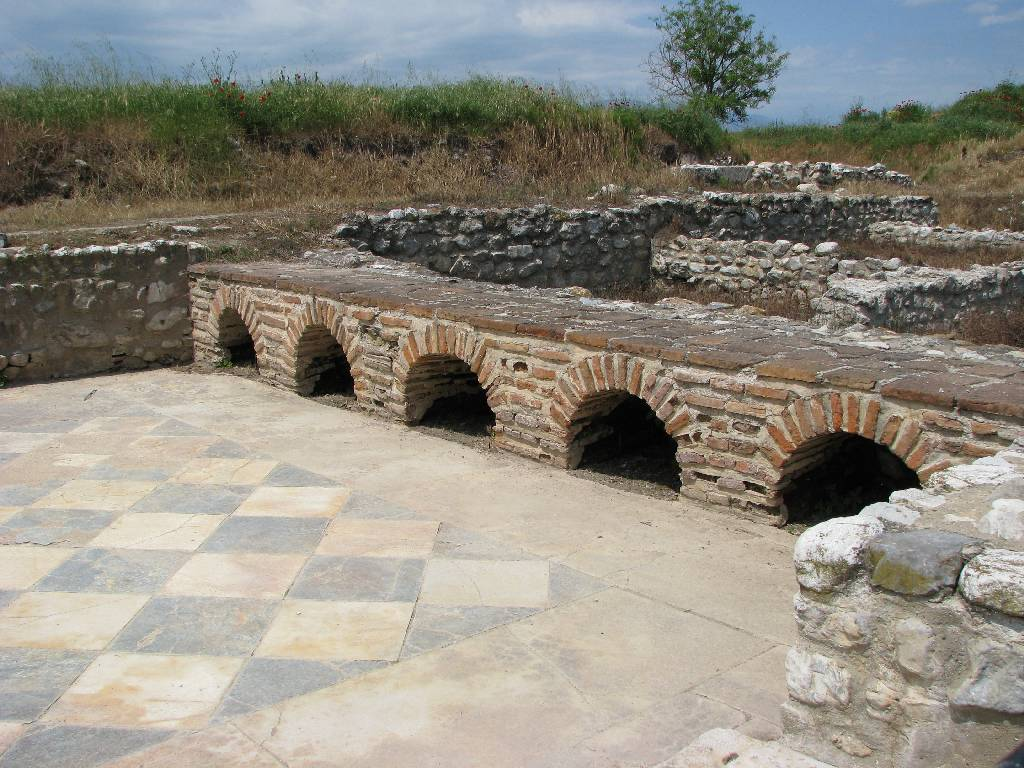
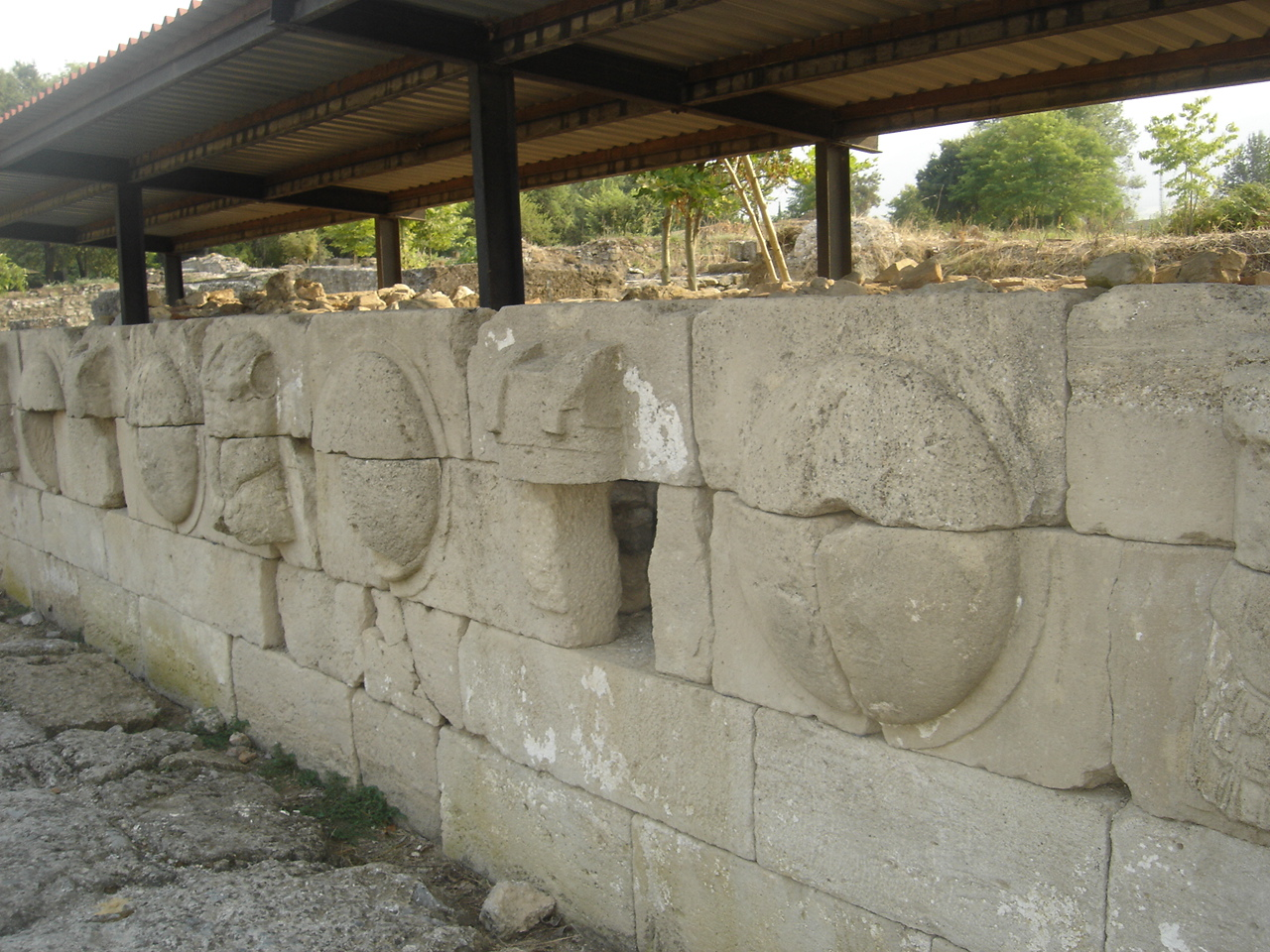
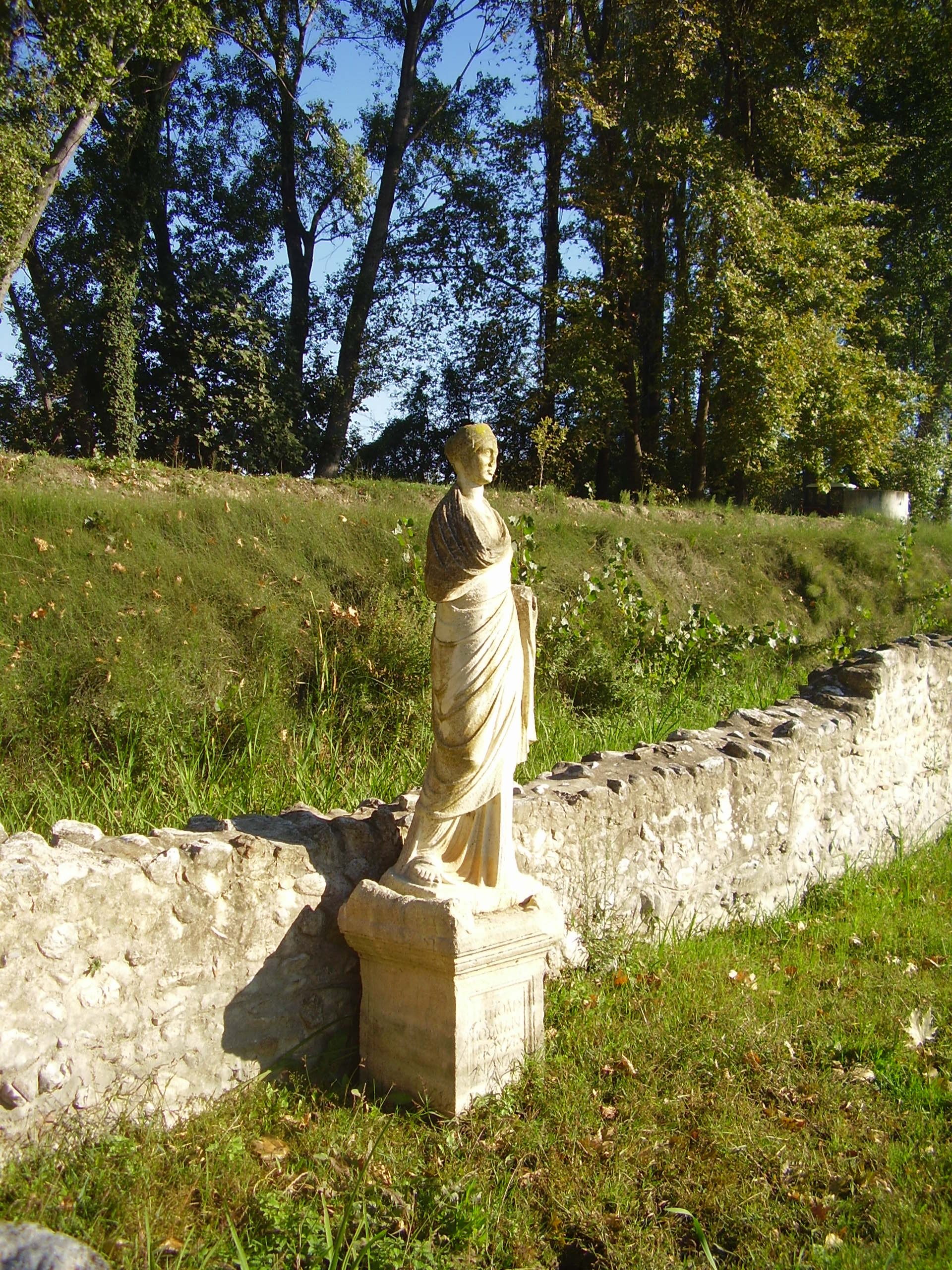
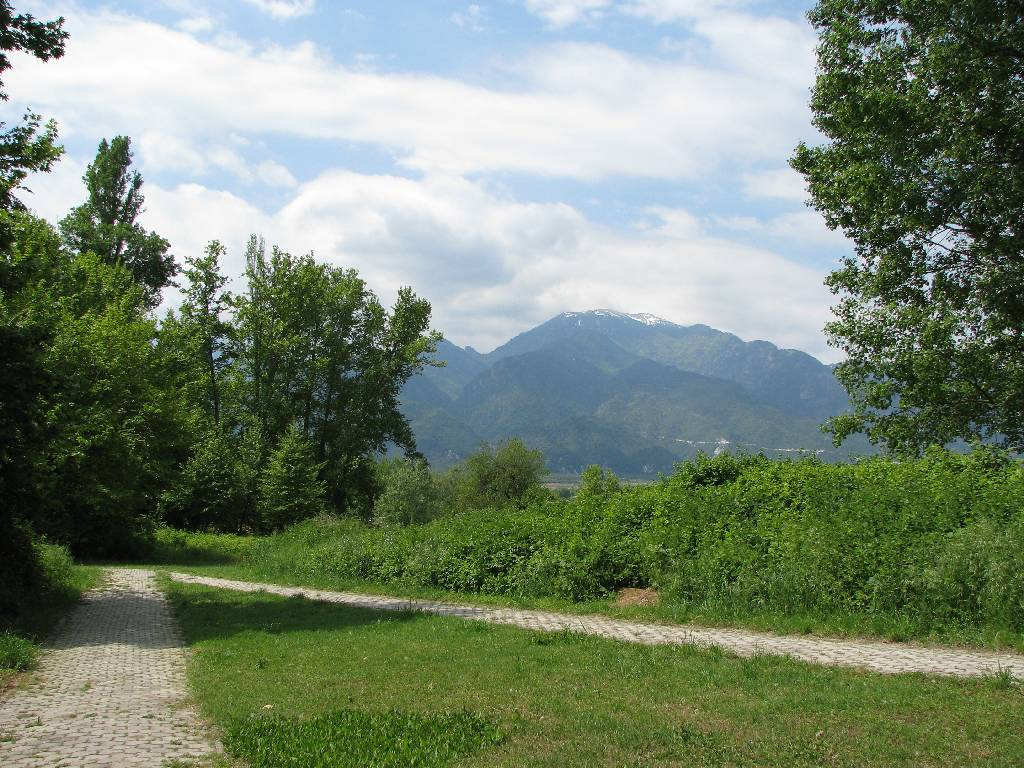
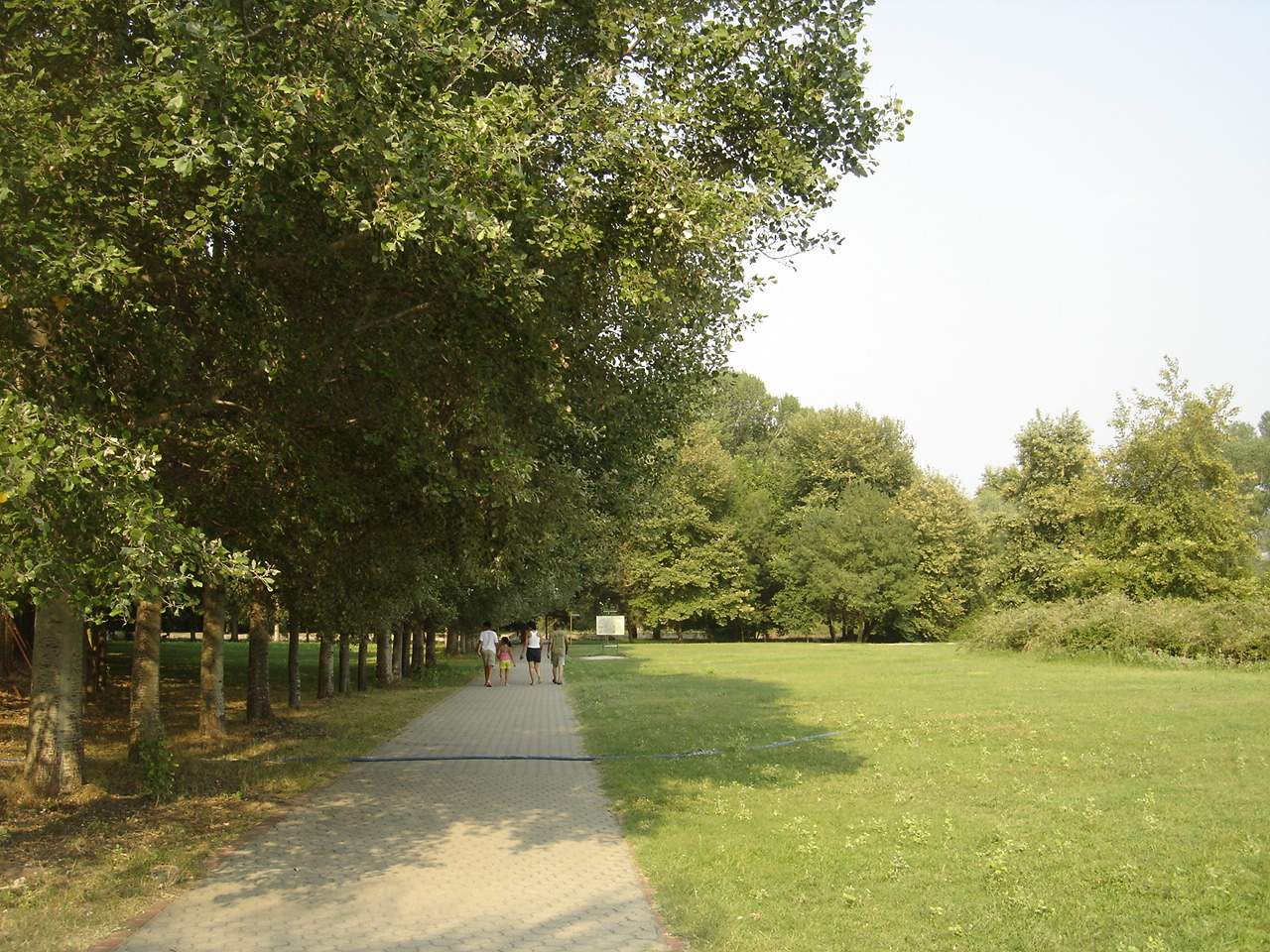
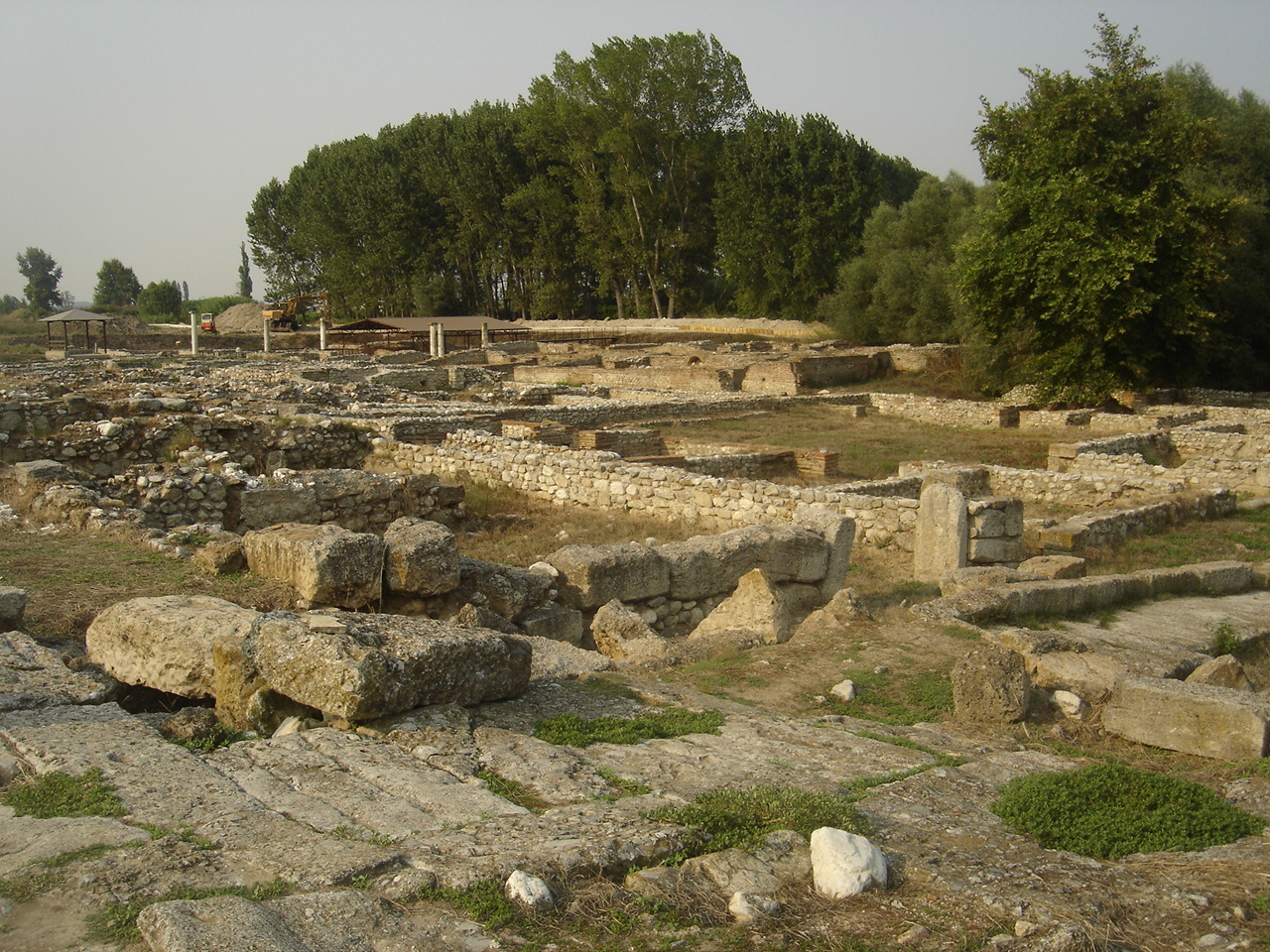
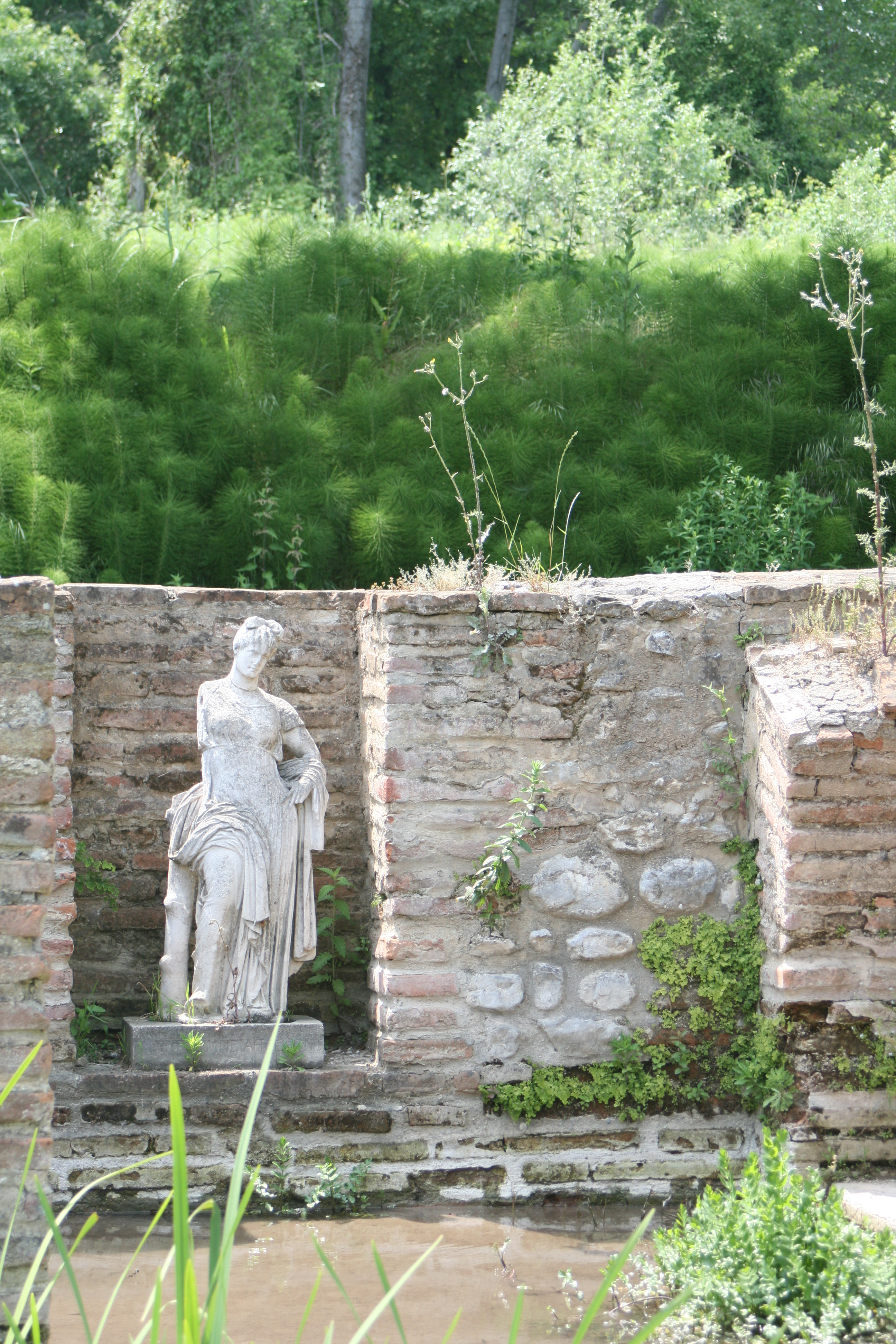